# Busan Transportation Corporation FC
Busan Transportation Corporation FC ist ein Fußballfranchise aus Busan, Südkorea. Der Verein spielt aktuell in der K3 League, der dritthöchsten Spielklasse Südkoreas.

## Geschichte
Das Franchise wurde im Jahr 2006 gegründet und spielt seit der Saison 2006 in der Korea National League.
Sie konnten sich in ihrer ersten Saison in der 1. Halbserie einen beachtlichen 3. Platz erkämpfen und in der 2. Halbserie erreichten sie den 7. Platz. In ihrer zweiten Saison erreichten sie in der 1. Halbserie den 7. Platz und in der 2. Halbserie den 5. Platz. In der darauffolgenden Saison wurden sie 4. und qualifizierten sich für das Halbfinale der Meisterschaft. Sie unterlagen dort mit 0:2 gegen Suwon City FC. In der Fußballsaison 2009 wurden sie nur 8. In der darauffolgenden Saison 2010 erreichte sie den 4. Platz der Korea National League. Ihnen fehlten 2 Punkte für die qualifikation zur Meisterschaft. In der darauffolgende Spielzeit schloss der Verein wieder auf den 4. Platz die Saison ab. Sie scheiterten allerdings in der ersten Runde schon an Changwon City FC mit 0:1. Die Saison 2012 wurde nicht so gut, da sie nur 7. wurden. 2013 wurden sie 7. Die Saison 2014 schlossen sie auf den 5. Platz ab. Ihnen fehlten diesmal nur 1 Punkt zur Meisterschaftsqualifikation. 2015 wurde ihre schlechteste Saison bisher. Sie wurden 10. und wurden somit Letzter. Die darauffolgende Saison verlief besser, aber dennoch weniger erfreulicher. Sie beendeten die Saison auf Platz 8.

## Stadion
Ihre Heimspiele trägt die Mannschaft im Busan-Gudeok-Stadion aus.